# Frank McClean
Frank McClean FRS (13 de novembro de 1837 — 8 de novembro de 1904) foi um astrônomo britânico.

## Prémios e honrarias
- 1899 - Medalha de Ouro da Royal Astronomical Society[1]